# Piophila penicillata
Piophila penicillata är en tvåvingeart som beskrevs av Steyskal 1964. Piophila penicillata ingår i släktet Piophila och familjen ostflugor. Inga underarter finns listade i Catalogue of Life.